# Lista de deputados estaduais de Alagoas da 12.ª legislatura
Esta é a lista de deputados estaduais de Alagoas para a legislatura 1991–1995. Foram eleitos. 27 deputados.

## Composição das bancadas
| Partido | Líder                     | Bancada | Posição      |
| ------- | ------------------------- | ------- | ------------ |
| PTB     | Talvane Albuquerque Neto  | 7 / 27  | Governo      |
| PSC     | Francisco Holanda Costa   | 5 / 27  | Governo      |
| PTR     | Francisco Porcino Costa   | 5 / 27  | Independente |
| PFL     | Antônio Guedes Amaral     | 3 / 27  | Governo      |
| PDC     | João Sarmento de Carvalho | 3 / 27  | Oposição     |
| PL      | Manoel Lins Pinheiro      | 2 / 27  | Oposição     |
| PMDB    | Maria de Fátima Cordeiro  | 1 / 27  | Independente |
| PRN     | Cícero Ferro              | 1 / 27  | Oposição     |

## Deputados Estaduais
| Número | Deputados estaduais eleitos          | Partido | Votação | Percentual | Cidade onde nasceu    | Unidade federativa |
| 28146  | Francisco Porcino Costa              | PTR     | 13.842  | 2,03%      | Rio Largo             | Alagoas            |
| 20770  | Oscar Fontes Lima                    | PSC     | 13.052  | 1,91%      | Maceió                | Alagoas            |
| 25688  | Benedito de Lira                     | PFL     | 12.636  | 1,85%      | Junqueiro             | Alagoas            |
| 36712  | Cícero Ferro                         | PRN     | 12.491  | 1,83%      | Minador do Negrão     | Alagoas            |
| 20462  | Eraldo Malta Brandão Filho           | PSC     | 11.877  | 1,74%      | Mata Grande           | Alagoas            |
| 14902  | José Humberto Vilar Torres           | PTB     | 11.868  | 1,74%      | Água Branca           | Alagoas            |
| 17369  | João José Sarmento de Carvalho       | PDC     | 11.587  | 1,70%      | São Miguel dos Campos | Alagoas            |
| 25928  | Elísio da Silva Maia                 | PFL     | 11.577  | 1,70%      | Campo Alegre          | Alagoas            |
| 17365  | José Raimundo de Albuquerque Tavares | PDC     | 11.570  | 1,70%      | Junqueiro             | Alagoas            |
| 14654  | José Jota Duarte Marques             | PTB     | 10.862  | 1,59%      | Coruripe              | Alagoas            |
| 28390  | Talvane Albuquerque Neto             | PTR     | 10.682  | 1,56%      | Maceió                | Alagoas            |
| 14737  | José Bernardes Neto                  | PTB     | 10.363  | 1,52%      | Delmiro Gouveia       | Alagoas            |
| 14843  | Edval Vieira Gaia                    | PTB     | 10.037  | 1,47%      | Igaci                 | Alagoas            |
| 20370  | Manoel Sertório Queiroz Ferro        | PSC     | 9.979   | 1,46%      | São Sebastião         | Alagoas            |
| 20335  | Francisco Holanda Costa              | PSC     | 9.742   | 1,43%      | Maceió                | Alagoas            |
| 28857  | Washington Freitas                   | PTR     | 9.615   | 1,41%      | Piranhas              | Alagoas            |
| 25602  | Antônio Guedes Amaral                | PFL     | 9.511   | 1,39%      | Major Izidoro         | Alagoas            |
| 20323  | César Malta                          | PSC     | 9.141   | 1,34%      | Maceió                | Alagoas            |
| 14440  | Elionaldo Magalhães                  | PTB     | 9.140   | 1,34%      | Lajedo                | Pernambuco         |
| 14621  | Marcelino dos Santos                 | PTB     | 9.079   | 1,33%      | Arapiraca             | Alagoas            |
| 15111  | Fátima Cordeiro                      | PMDB    | 8.915   | 1,31%      | Porto Calvo           | Alagoas            |
| 14185  | José Nascimento Leão                 | PTB     | 8.861   | 1,30%      | Arapiraca             | Alagoas            |
| 28670  | Cícero Amélio                        | PTR     | 7.368   | 1,08%      | Maceió                | Alagoas            |
| 17914  | Gilvan Barros                        | PDC     | 7.143   | 1,04%      | Campo Alegre          | Alagoas            |
| 28246  | Temoteo Correia                      | PTR     | 7.024   | 1,03%      | Anadia                | Alagoas            |
| 22350  | Manoel Lins Pinheiro                 | PL      | 6.771   | 0,99%      | Marechal Deodoro      | Alagoas            |
| 22960  | Gervásio Raimundo dos Santos         | PL      | 6.688   | 0,98%      | Quebrangulo           | Alagoas            |